# Vega de Villalobos
Vega de Villalobos – gmina w Hiszpanii, w prowincji Zamora, w Kastylii i León, o powierzchni 10,18 km². W 2011 roku gmina liczyła 122 mieszkańców.